# Brændekilde
Brændekilde är en tätort i Odense kommun i Region Syddanmark i Danmark. Tätorten har 305 invånare (2024). Den ligger på Fyn, cirka 9,5 kilometer sydväst om Odense.